# Сампе, Люсьен
Люсьен Сампе (фр. Lucien Sampaix; 13 мая 1899, Седан, — 15 декабря 1941, Кан) — герой французского движения Сопротивления, деятель Французской коммунистической партии (ФКП).

## Биография

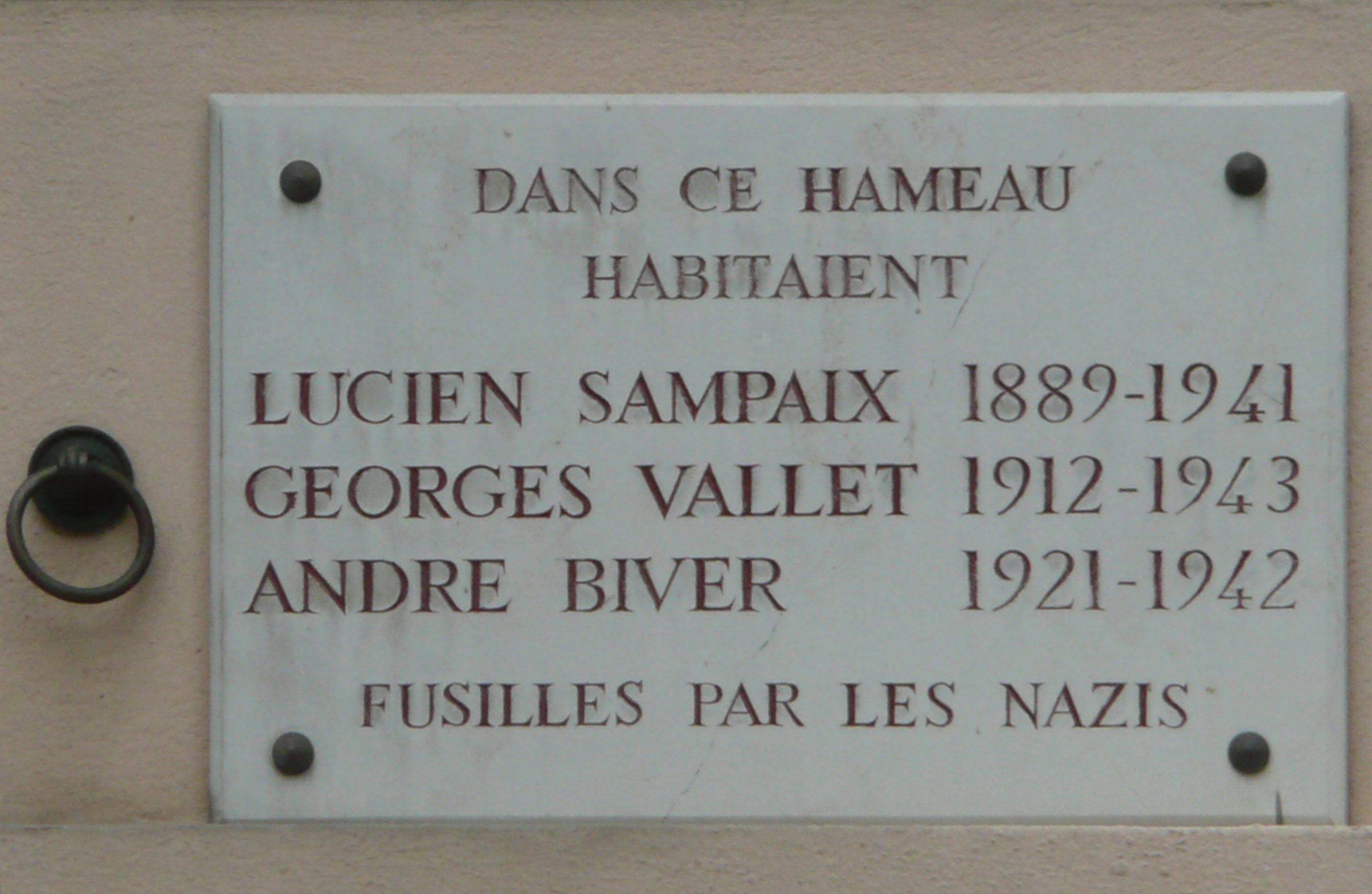
Мемориальная доска в Париже в память об участниках Сопротивления Люсьене Сампе, Жорже Валлете и Андре Биве

По профессии — рабочий-металлист. Член ФКП с момента её основания в декабре 1920 года. С 1929 по 1932 год на партийной работе в Реймсе. С 1932 года — член редколлегии, а затем генеральный секретарь редакции газеты «Юманите». На этом посту приобрёл широкую известность выступлениями против угрозы фашистской агрессии. В июле 1939 года, в связи с политической борьбой против профашистских сил во Франции, которую вела «Юманите», был привлечён к суду. На судебном процессе, вызвавшем большой общественный резонанс, был оправдан.
После начала Второй мировой войны, вступления в неё Франции и запрещения деятельности ФКП арестован за коммунистическую деятельность. В январе 1941 года, после поражения и оккупации Франции немецкими войсками, бежал из-под ареста и включился в активную борьбу против фашистских оккупантов. Снова арестован правительством Виши, выдан немцам и расстрелян.